# Saurauia eximia
Saurauia eximia är en tvåhjärtbladig växtart som beskrevs av Ridley. Saurauia eximia ingår i släktet Saurauia och familjen Actinidiaceae. Inga underarter finns listade i Catalogue of Life.